# Bruno Henrique
Bruno Henrique Pinto (Belo Horizonte, 30 de dezembro de 1990) é um futebolista brasileiro que atua como atacante. Joga pelo Flamengo.

## Carreira

### Início
Nascido em Belo Horizonte, Bruno veio de uma família humilde e começou a jogar futebol aos 9 anos de idade nos campos de várzea, junto com seu irmão mais velho, Juninho. Tentou fazer um teste na base do Valério Doce EC, clube de Itabira, mas não deu certo. Sem ter ido para categorias de base de nenhum clube na juventude, Bruno conciliava a carreira no futebol amador com os estudos e trabalhos informais.

### Começo no Inconfidência
Sua história no Inconfidência começa em 2009, quando Bruno era conhecido como "Bruninho" ou ainda "mosquito" (apelido que ganhou na infância porque passava "voando" pelos zagueiros). Conciliando rotina de estudos e trabalhos informais, ingressou na equipe de futebol amador de seu bairro: o Inconfidência Futebol Clube. Nessa época, Bruno trabalhava como office boy. Trabalhava durante a semana e jogava aos domingos. Antes do sucesso, "Bruninho" precisou ouvir diversos "nãos" em sua vida. No começo, foi recusado em peneiras do Atlético-MG e do América-MG e, por isso, não teve formação em categorias de base. Descoberto por Ronnie, seu primeiro treinador, passou a disputar a Copa Itatiaia, torneio promovido por uma rádio do estado, e lá chamou atenção.

### Destaque na Copa Itatiaia
Em 2012, Bruno se destacou ao ser campeão da tradicional Copa Itatiaia de 2011–12 com o Inconfidência, de Concórdia, um bairro de sua cidade natal. Bruninho, como ainda era conhecido, foi eleito o melhor jogador da competição e atuou ao lado do seu irmão, Juninho, que ficou com o prêmio de revelação do campeonato.

### Cruzeiro e Uberlândia
Após o destaque, aos 21 anos, Bruno foi contratado pelo Cruzeiro no início de 2012 e logo emprestado ao Uberlândia. Foi repassado novamente por empréstimo para a equipe do Triângulo Mineiro no começo do ano seguinte. Ao longo de 2013 já havia assinado em definitivo com o clube do interior de Minas, com contrato até o fim da temporada seguinte.
Uma curiosidade sobre sua passagem pelo Uberlândia aconteceu na partida contra o Social, no Estádio Louis Ensch, em Coronel Fabriciano. Nesta partida, Bruno teve que atuar como goleiro, já que o goleiro titular Glaysson foi expulso e a equipe já havia feito as 3 alterações. Bruno atuou por mais de 10 minutos na meta e tomou um gol.

### Itumbiara e Goiás
Em 24 de junho de 2014, Bruno mudou-se para o Itumbiara. Após marcar 9 gols na Segunda Divisão Goiana e ajudar seu clube a voltar à elite do estado, fechou com o Goiás, no dia 7 de janeiro de 2015.
Bruno Henrique fez sua estreia na Série A pela equipe esmeraldina em 10 de maio de 2015, num empate em 0–0 fora contra o Vasco da Gama na rodada inicial da competição. Marcou os seus primeiros gols no campeonato seis dias depois, os dois na vitória por 2–0 em casa contra o Atlético Paranaense.

### Wolfsburg
Transferiu-se para o clube alemão Wolfsburg no dia 29 de janeiro de 2016, assinando contrato até junho de 2019, comprado por aproximadamente 4,5 milhões de euros. Em abril, deu uma assistência para o segundo gol da sua equipe e teve atuação destacada na vitória dos Lobos em cima do Real Madrid por 2–0, na Alemanha, válido pela 1.ª partida das quartas de final da Liga dos Campeões da UEFA. Entretanto, sua equipe foi eliminada ao perder o jogo da volta por 3–0 em Madri.

### Santos

#### 2017

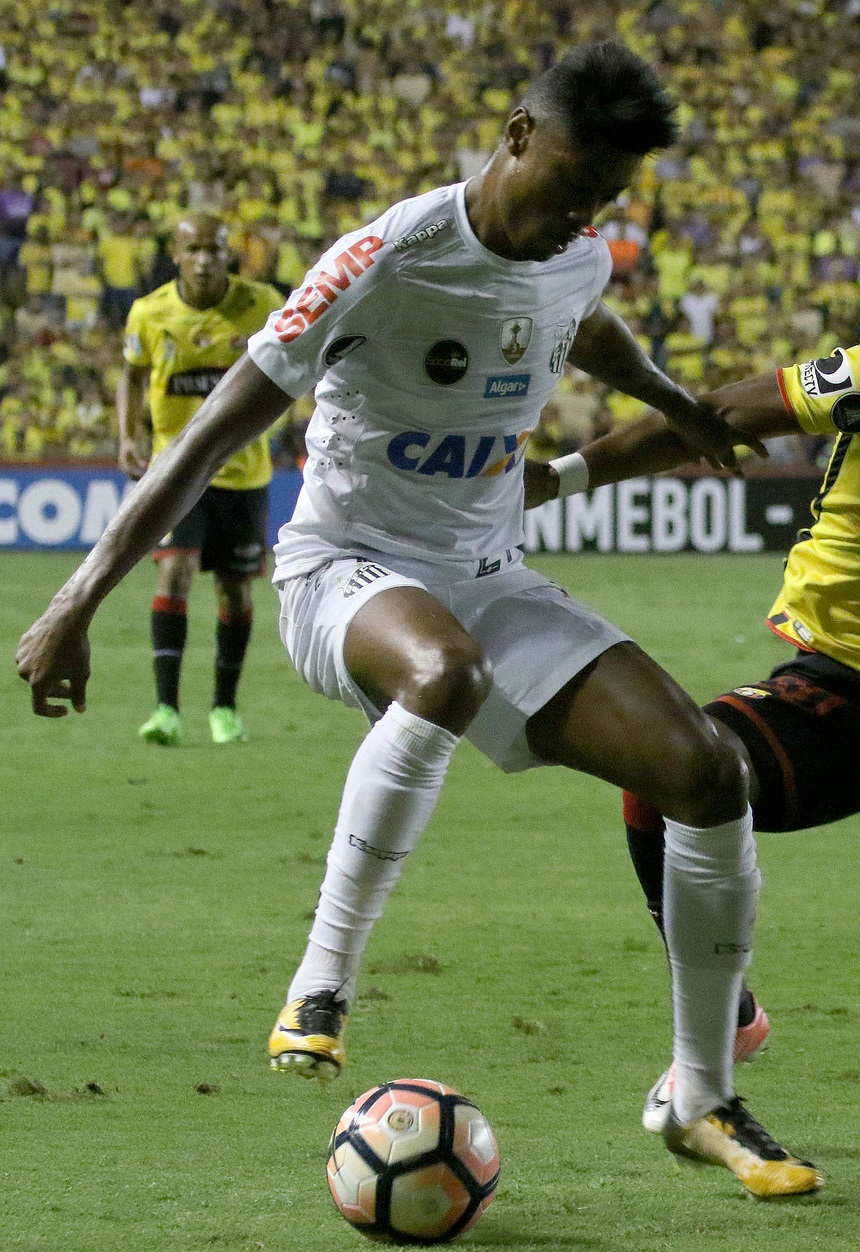
Bruno Henrique atuando pelo Santos em 2017, em partida contra o Barcelona de Guayaquil na Libertadores

Em 21 de janeiro de 2017, assinou contrato de quatro anos com o Santos. O alvinegro praiano pagou 4 milhões de euros (cerca de R$ 13,5 milhões) para contar com Bruno em seu elenco. Seus primeiros gols pelo Peixe vieram em uma partida diante do São Bernardo, na qual o Santos foi a campo com um time praticamente reserva. O jogador marcou um hat-trick, queixou-se de cansaço e deu lugar a Rodrigão aos 37 minutos do segundo tempo, tendo jogado por 83 minutos. O alvinegro venceu a partida fora de casa por 4–1, em partida válida pelo Campeonato Paulista.
Ao longo da temporada, Bruno foi o principal jogador do Santos, tornando-se o artilheiro da equipe no ano com 18 gols, sendo oito no Campeonato Brasileiro, (inclusive dando 11 assistências, ficando em 2.º lugar no quesito, somente atrás de Gustavo Scarpa), quatro na Copa do Brasil e quatro na Libertadores.

#### Lesão no olho
No dia 17 de janeiro de 2018, na partida do Santos contra o Linense válida pela 1.ª rodada do Campeonato Paulista, Bruno sofreu cinco lesões diferentes no olho direito após tomar uma bolada, fato que o deixou afastado dos gramados por cerca de um mês. Retornou aos gramados no dia 16 de fevereiro, para treinar e manter a forma física, utilizando óculos especiais devido à gravidade da lesão. Só retornou definitivamente a uma partida no dia 21 de abril de 2018, válida pelo Campeonato Brasileiro, contra o Bahia na Arena Fonte Nova, jogo que o Santos foi derrotado por 1–0, com o time baiano marcando o gol da vitória aos 48 do 2.º tempo.
No jogo entre Santos e Fluminense, a equipe da Vila Belmiro venceu por 1–0, sendo Bruno o autor do gol aos 40 minutos do 2.º tempo, após cruzamento de Diego Pituca. Com a vitória, o Santos saiu da zona de rebaixamento.
Muito por conta das lesões no olho e no joelho, além dos erros individuais, essa foi a pior temporada de Bruno no Santos, marcando somente dois gols e dando três assistências em 33 jogos pelo clube.

### Flamengo

#### 2019
Em 22 de janeiro, o jogador chegou ao Rio de Janeiro para assinar um contrato de três anos com o Flamengo, que desembolsou mais de 23 milhões de reais mais o empréstimo do volante Jean Lucas por um ano. Em sua chegada, o atacante disse estar feliz pelo acerto e, quanto à expectativa no novo clube, foi mais breve ainda: "Títulos". Estreou contra Botafogo, o Clássico da Rivalidade, no dia 26 de janeiro, pela 3ª rodada da Taça Guanabara, tendo uma atuação de gala, entrando no segundo tempo, e marcando os dois gols da vitória rubro-negra por 2–1.
No dia 24 de março, marcou novamente mais dois gols no clássico contra o Fluminense, ajudando a equipe a sair com a vitória por 3–2, em partida válida pela 6.ª rodada da Taça Rio. Foi decisivo na primeira partida da final do Campeonato Carioca de 2019, contra o Vasco da Gama, marcando os dois gols da partida. Tornou-se o primeiro jogador da história do Flamengo a fazer dois gols contra Fluminense, Botafogo e Vasco no mesmo ano e em um único jogo.
Os seis gols marcados nos clássicos e mais dois contra times pequenos (Cabofriense e Portuguesa-RJ), fizeram Bruno Henrique terminar o Campeonato Carioca como artilheiro do certame, com oito gols. O grande desempenho no ano o rendeu uma convocação para a Seleção Brasileira. Logo após a convocação, no jogo seguinte pelo Campeonato Brasileiro Bruno Henrique seria um dos destaques da partida contra o Vasco participando diretamente dos quatro gols na goleada por 4–1 sobre o rival.
Pela Libertadores, no jogo de ida contra o Internacional (quartas de final), no dia 21 de agosto, Bruno Henrique marcou os dois gols na vitória por 2–0. Já no jogo de volta, deu uma assistência para Gabigol marcar o gol de empate e levar o rubro-negro às semifinais da competição após 35 anos. No dia 3 de novembro, em partida válida pelo campeonato Brasileiro, Bruno Henrique marcou um hat-trick na vitória sobre o Corinthians por 4–1.
Na final da Copa Libertadores da América de 2019 contra o River Plate, Bruno iniciou a jogada do primeiro gol rubro-negro, dando a pré-assistência para Giorgian De Arrascaeta tocar para Gabigol empatar o jogo. Depois, veria Gabigol marcar o segundo gol da vitória sobre o clube argentino, sagrando-se campeão da competição após 38 anos de espera , posteriormente seria eleito o melhor jogador da competição, apelidado de Rei da América por seu excelente desempenho ao longo de todo o torneio, com cinco gols e cinco assistências em 13 jogos.
Na 35.ª rodada do Campeonato Brasileiro contra o Ceará, Bruno Henrique voltaria a fazer um hat-trick em uma partida chegando assim a 21 gols na competição, igualando-se a Zico como o segundo maior artilheiro do Flamengo em uma edição de campeonato Brasileiro, ambos apenas atrás de Gabigol. Ao final do campeonato, Bruno Henrique seria eleito o craque da competição pela CBF. Foi eleito também, em uma pesquisa realizada pelo Portal Uol com cem jogadores que disputaram a Série A do Campeonato Brasileiro, o melhor futebolista brasileiro do mundo no ano, desbancando Neymar, que nos últimos cinco anos (quase sempre com larga vantagem), havia sido eleito como o melhor jogador brasileiro do mundo. Na disputa do Mundial de Clubes após vencer a Copa Libertadores, Bruno Henrique foi eleito o segundo melhor jogador da competição, tendo ajudado o Fla a conquistar o vice-campeonato no torneio. O rubro-negro venceu o Al Hilal por 3–1 na semifinal em 17 de dezembro com Bruno fazendo um dos gols mas na decisão do dia 21, perdeu para o Liverpool por 1–0.

#### 2020
Bruno Henrique trocou o Santos pelo Flamengo  no início de 2019, e trilhou uma história de sucesso, alcançando o auge na carreira e foi um dos protagonistas de uma fase memorável e vencedora na história do clube.
Ao marcar na ida da Recopa Sul-Americana de 2020 (2–2 contra o Independiente del Valle, tendo seu tento deixado o marcador em 1–1), tornou-se o primeiro jogador do Flamengo a marcar gol em todas as atuais competições anuais de primeiro nível (7), do Carioca ao Mundial.
Na partida contra o Racing, pelo jogo de volta das oitavas de final da Libertadores 2020 , atingiu a marca de 100 jogos com a camisa do Flamengo.

#### 2021
Em 1 de fevereiro, ao fazer um dos gols da vitória por 3–0 sobre o Sport na 33.a rodada do Brasileirão, Bruno entrou no top 10 artilheiros do Flamengo em Campeonatos Brasileiros, com 28 gols feitos pelo clube na competição. No dia 4 de fevereiro de 2021, Bruno chegou a marca de 100 gols na carreira ao marcar contra o Vasco, na vitória por 2–0 no Maracanã na 34.a rodada do Brasileirão, sendo 55 deles com a camisa do rubro-negro.
No seu 1.º jogo após retorno do time principal, Bruno fez o 1.º gol na vitória por 3–0 sobre o Bangu, válida pela 7.a rodada do Campeonato Carioca. Na goleada do Flamengo por 4–1 sobre o Unión La Calera na 2.a rodada da Libertadores, fez uma boa partida contribuindo com dois assistências para os gols de Giorgian De Arrascaeta e Gabigol. Em dia 4 de maio, na difícil vitória contra a LDU por 3–2 em válido pela 3.a rodada da fase de grupos da Libertadores na altitude de Quito, Bruno fez um lindo gol e ajudou o Flamengo a sair vencedor no duelo. Voltou a marcar em 13 de junho, na vitória por 2–0 sobre o América-MG, na 2.a rodada do Brasileirão 2021.
Em 16 de junho, fez um dos gols na vitória por 2–0 sobre o Coritiba, no jogo de volta das oitavas de final da Copa do Brasil. No dia 23 de junho, fez os dois gols do Flamengo na vitória por 2–1 sobre o Fortaleza, em jogo válido pela 6.a rodada do Campeonato Brasileiro. Depois de cinco jogos sem marcar, Bruno Henrique fez, no dia 25 de julho, três dos cinco gols na vitória de 5–1 em cima do São Paulo, quebrando um jejum de 4 anos em que o Flamengo não ganhava do clube paulista, sendo também considerado o melhor jogador da partida.
Em 29 de julho, fez um dos gols na goleada de 6–0 sobre o ABC no jogo de ida das oitavas da Copa do Brasil. Marcou novamente no jogo seguinte em 1 de agosto, na vitória de 3–1 sobre o Corinthians na 14.a rodada do Brasileirão, após cabeçear no cruzamento feito por Gabigol. Com esse gol, Bruno Hemrique se tornou o maior artilheiro do Encontro das Nações, com 5 gols feitos.
Concedeu duas assistências na vitória de 4–1 sobre o Olimpia nas quartas de final da Libertadores: para o 1.º de Arrascaeta e para o 3.º feito por Gabigol. No dia 18 de agosto, fez o 2.º gol do rubro-negro na goleada de 5–1 sobre o Olimpia nas quartas da Libertadores. Em 22 de setembro, fez os dois gols do Flamengo na vitória de 2–0 no jogo de ida das semifinais da Libertadores, contra o Barcelona de Guayaquil. Em 30 de setembro, fez novamente os dois gols na vitória por 2–0 sobre o Barcelona de Guayaquil no jogo de volta das semifinais da Libertadores, ajudando o Flamengo a se classificar para a final.
Marcou novamente no jogo seguinte, na vitória de 3–0 sobre o Athletico Paranaense na 23.ª rodada do Brasileirão. Com o gol, Bruno chegou a 74 gols com a camisa do Flamengo, se tornando o maior artilheiro do clube no século XXI, atrás apenas de Gabigol. Voltou a ser participativo em 30 de outubro, ao dar uma assistência para Michael fazer o único gol da vitória por 1–0 sobre o Atlético Mineiro na 29.ª rodada do Brasileirão. Em 14 de novembro, deu duas assistências e fez um dos gols da goleada de 4–0 sobre o São Paulo na 32.ª rodada do Campeonato Brasileiro.
Em 17 de novembro, fez o gol da vitória de 1–0 sobre o Corinthians na 32.ª rodada do Brasileiro aos 47 minutos do segundo tempo, após cabeçear o cruzamento feito na boa jogada de Rodinei. Com esse gol, Bruno chegou a 76 gols com a camisa rubro-negra, igualando Bebeto, e tornou-se o 2.º maior artilheiro do Flamengo no Campeonato Brasileiro de pontos corridos, com 41 gols, atrás apenas de seu companheiro Gabriel Barbosa com 49. Além disso, esse foi o seu gol de nº 24 de cabeça, fazendo-o liderar em gols feitos nessa forma na elite brasileira desde 2019.

#### 2022
Em 20 de fevereiro, Bruno fez um dos gols do empate de 2–2 com o Atlético Mineiro, forçando as penalidades, que foi vencida pelo clube mineiro numa emocionante disputa por 8–7. Fez um dos gols do Flamengo em 6 de abril, na vitória por 2–0 sobre o Sporting Cristal na estreia do clube na Libertadores. Com esse gol, ultrapassou Zico e assumiu o 2º lugar de maior artilheiro da história do clube na competição com 16 gols, ficando atrás apenas de Gabigol com 22 gols.
Fez o gol do Flamengo no empate de 1–1 com o Atlético Goianiense na estreia do Brasileirão, em 9 de abril. Na vitória de 3–1 sobre o Talleres em 12 de abril na segunda rodada da Libertadores, concedeu duas assistências para o segundo e terceiro gols do rubro-negro, ambos feitos por Éverton Ribeiro. Após estar ausente de três jogos por lesão, Bruno retornou na terceira rodada contra a Universidad Católica em 28 de abril, tendo concedido duas assistências para Gabriel Barbosa fazer os dois primeiros gols da vitória por 3–2. No jogo seguinte concedeu mais uma assistência, só que dessa vez para Pedro fazer o primeiro da vitória de 2–1 contra o Altos na terceira rodada da Copa do Brasil, em 1 de maio.
No dia 15 de junho, Bruno Henrique sofreu uma lesão no jogo contra o Cuiabá, pela 12ª rodada do Brasileirão. Em lance disputado contra o zagueiro Marllon, aos 21 minutos da primeira etapa, ele teve uma hiperextensão do joelho direito que gerou entorse no local e após sofrer a lesão, o atacante Rubro-Negro saiu de campo na maca, chorando.
| “                                 | Querido Deus. Em tuas mãos coloco minhas preocupações, cuidados e problemas. Em tua sabedoria, coloco meus caminhos, minhas direções e meus objetivos. Em teu amor coloco minha vida! | ” |
| — Bruno Henrique, em rede social. | |   |

Por conta do intenso derrame articular e processo inflamatório, Bruno Henrique passou por exame e uma semana depois fez procedimento cirúrgico para reconstrução do ligamento cruzado anterior, do ligamento colateral lateral e do canto posterior lateral, com previsão de 10 a 12 meses fora dos gramados.

#### 2023
Em 16 de abril, Bruno Henrique retornou ao futebol na vitória por 3–0 sobre o Coritiba, após dez meses afastado por conta de uma grave lesão no joelho, ele entrou em campo aos 23 minutos do segundo tempo, na vaga de Everton Cebolinha.
Em 11 de junho, Bruno Henrique voltou a balançar as redes depois de exatos 428 dias: de cabeça, marcou o terceiro na vitória por 3–0 sobre o Grêmio, pela 10ª rodada do Brasileirão. Já no dia 6 de julho, também de cabeça, fez o gol de desempate no jogo de ida das quartas da Copa do Brasil, sobre o Athletico Paranaense: triunfo por 2–1 no Maracanã. Em 3 de agosto, voltou a marcar em Libertadores, o único tento em peleja contra o Olimpia, pela ida das oitavas (em casa), novamente de cabeça, tendo recebido assistência de Gabigol.
Bruno Henrique terminou a temporada com apenas 38 jogos (21 entre os titulares) sete gols e duas assistências.

#### 2024
No 24 de janeiro de 2024, Bruno Henrique completou meia década de Flamengo. "É uma honra", disse ele sobre o marco. Além disso, o jogador ainda brincou com o bordão: "Há cinco anos em outro patamar".
Pela volta da final do Campeonato Carioca, contra o Nova Iguaçu, o atacante fez o único gol da partida, deixando o agregado em 4–0.
No segundo jogo da final da Copa do Brasil, realizado no dia 10 de novembro, Bruno Henrique jogou o segundo tempo, entrando no intervalo no lugar de Gabigol. Com um gol de Gonzalo Plata nos acréscimos, o Flamengo venceu o Atlético Mineiro por 1–0, sendo 4–1 nos 180 minutos. Foi o 13º título de Bruno Henrique pelo clube rubro-negro, empatando com Zico e Júnior.

#### 2025
Na vitória por 3–1 sobre o Botafogo, válida pela Supercopa Rei, o atacante fez dois gols e selou seu 14° título. Bruno Henrique ultrapassou Zico, Júnior e o ex-colega Gabigol, tornando-se o maior vencedor de taças, em empate com Arrascaeta, seu contemporâneo.
Diante do Vasco da Gama, pela primeira fase do estadual, marcou seu 20° gol em clássicos cariocas, sendo o 9º em Clássico dos Milhões. Na semifinal, voltaria a marcar contra o Vasco, na ida e na volta, uma vez cada, fechando a marca de 100 gols pelo Flamengo.
Em 27 de abril, na goleada de 4 a 0 sobre o Corinthians, completou 300 jogos com o manto flamenguista.

### Seleção nacional
Foi convocado para a Seleção Brasileira em 16 de agosto de 2019, sendo chamado por Tite para dois amistosos, contra Colômbia e Peru, nos dias 6 e 10 de setembro, respectivamente. O atacante estreou logo no primeiro jogo, um empate por 2–2 com a Colômbia, em Miami, nos Estados Unidos, entrando nos 10 minutos finais da partida, substituindo Philippe Coutinho.

## Operação Spot-fixing
No dia 5 de novembro de 2024, Bruno Henrique, o irmão, a cunhada e dois amigos são alvos da Operação Spot-fixing, deflagrada pela Polícia Federal e pelo Ministério Público do Distrito Federal (MPDF). Segundo as investigações, o atleta forçou uma falta para cartão no jogo contra o Santos pela 31ª rodada do Campeonato Brasileiro de 2023. A partida ocorreu no Estádio Mané Garrincha, em Brasília, em 1 de novembro de 2023, onde o mando da partida era do Flamengo.
Em 15 de abril de 2025, Bruno Henrique e outros nove suspeitos foram indiciados pela Polícia Federal do Brasil por manipular apostas esportivas.

## Estatísticas
Atualizadas até 6 de julho de 2024

### Clubes
| Clube             | Temporada         | Campeonato nacional | Campeonato nacional | Campeonato nacional | Copa nacional[a] | Copa nacional[a] | Copa nacional[a] | Competições continentais[b] | Competições continentais[b] | Competições continentais[b] | Outros torneios[c] | Outros torneios[c] | Outros torneios[c] | Total | Total | Total   |
| Clube             | Temporada         | Jogos               | Gols                | Assist.             | Jogos            | Gols             | Assist.          | Jogos                       | Gols                        | Assist.                     | Jogos              | Gols               | Assist.            | Jogos | Gols  | Assist. |
| ----------------- | ----------------- | ------------------- | ------------------- | ------------------- | ---------------- | ---------------- | ---------------- | --------------------------- | --------------------------- | --------------------------- | ------------------ | ------------------ | ------------------ | ----- | ----- | ------- |
| Uberlândia        | 2012              | —                   | —                   | —                   | —                | —                | —                | —                           | —                           | —                           | 10                 | 4                  | 0                  | 10    | 4     | 0       |
| Uberlândia        | 2013              | —                   | —                   | —                   | —                | —                | —                | —                           | —                           | —                           | 7                  | 0                  | 0                  | 7     | 0     | 0       |
| Uberlândia        | 2014              | —                   | —                   | —                   | —                | —                | —                | —                           | —                           | —                           | 12                 | 5                  | 0                  | 12    | 5     | 0       |
| Uberlândia        | Total             | 0                   | 0                   | 0                   | 0                | 0                | 0                | 0                           | 0                           | 0                           | 29                 | 9                  | 0                  | 29    | 9     | 0       |
| Itumbiara         | 2014              | —                   | —                   | —                   | —                | —                | —                | —                           | —                           | —                           | 12                 | 7                  | 0                  | 12    | 7     | 0       |
| Itumbiara         | Total             | 0                   | 0                   | 0                   | 0                | 0                | 0                | 0                           | 0                           | 0                           | 12                 | 7                  | 0                  | 12    | 7     | 0       |
| Goiás             | 2015              | 33                  | 7                   | 7                   | 6                | 0                | 0                | 2                           | 0                           | 0                           | 16                 | 5                  | 0                  | 57    | 12    | 7       |
| Goiás             | Total             | 33                  | 7                   | 7                   | 6                | 0                | 0                | 2                           | 0                           | 0                           | 16                 | 5                  | 0                  | 57    | 12    | 7       |
| Wolfsburg         | 2015–16           | 7                   | 0                   | 1                   | —                | —                | —                | 2                           | 0                           | 1                           | —                  | —                  | —                  | 9     | 0     | 2       |
| Wolfsburg         | 2016–17           | 7                   | 0                   | 0                   | 1                | 0                | 0                | —                           | —                           | —                           | —                  | —                  | —                  | 8     | 0     | 0       |
| Wolfsburg         | Total             | 14                  | 0                   | 1                   | 1                | 0                | 0                | 2                           | 0                           | 1                           | —                  | —                  | —                  | 17    | 0     | 2       |
| Santos            | 2017              | 28                  | 8                   | 11                  | 4                | 4                | 1                | 9                           | 3                           | 1                           | 12                 | 3                  | 0                  | 53    | 18    | 13      |
| Santos            | 2018              | 28                  | 1                   | 3                   | 2                | 1                | 0                | 2                           | 0                           | 0                           | 2                  | 0                  | 0                  | 33    | 2     | 3       |
| Santos            | Total             | 56                  | 8                   | 14                  | 6                | 5                | 1                | 11                          | 3                           | 1                           | 15                 | 3                  | 0                  | 86    | 20    | 16      |
| Flamengo          | 2019              | 33                  | 21                  | 4                   | 3                | 0                | 1                | 13                          | 5                           | 6                           | 13                 | 9                  | 5                  | 62    | 35    | 16      |
| Flamengo          | 2020              | 31                  | 9                   | 7                   | 4                | 1                | 1                | 6                           | 4                           | 1                           | 12                 | 7                  | 2                  | 53    | 21    | 11      |
| Flamengo          | 2021              | 24                  | 11                  | 5                   | 5                | 2                | 1                | 11                          | 6                           | 4                           | 8                  | 1                  | 1                  | 48    | 20    | 11      |
| Flamengo          | 2022              | 8                   | 1                   | 2                   | 1                | 0                | 1                | 6                           | 1                           | 5                           | 7                  | 1                  | 0                  | 23    | 3     | 8       |
| Flamengo          | 2023              | 29                  | 2                   | 1                   | 5                | 2                | 0                | 4                           | 3                           | 0                           | —                  | —                  | —                  | 38    | 7     | 2       |
| Flamengo          | 2024              | 29                  | 6                   | 1                   | 6                | 1                | 3                | 5                           | 0                           | 0                           | 13                 | 2                  | 1                  | 57    | 9     | 5       |
| Flamengo          | 2025              |                     |                     |                     |                  |                  |                  |                             |                             |                             | 6                  | 3                  | 0                  | 6     | 3     | 0       |
| Flamengo          | Total             | 138                 | 48                  | 19                  | 19               | 5                | 4                | 45                          | 22                          | 15                          | 53                 | 21                 | 9                  | 287   | 98    | 53      |
| Total na carreira | Total na carreira | 241                 | 63                  | 41                  | 32               | 10               | 5                | 60                          | 25                          | 17                          | 125                | 45                 | 9                  | 488   | 156   | 78      |

- a. ^ Jogos da Copa do Brasil e Copa da Alemanha
- b. ^ Jogos da Copa Sul-Americana, Copa Libertadores da América, Liga dos Campeões da UEFA
- c. ^ Jogos do Campeonato Mineiro, Campeonato Goiano, Campeonato Paulista, Amistoso, Campeonato Carioca, Copa do Mundo de Clubes da FIFA, Recopa Sul-Americana e Supercopa do Brasil

### Seleção Brasileira
Expanda a caixa de informações para conferir todos os jogos deste jogador, pela sua seleção nacional.
| Ano   |       |      |         |
| Ano   | Jogos | Gols | Assist. |
| ----- | ----- | ---- | ------- |
| 2019  | 2     | 0    | 0       |
| Total | 2     | 0    | 0       |

|      | Data                   | Local                                                      | Resultado | Adversário | Gol(s) | Assist. | Competição |
| 2019 | 2019                   | 2019                                                       | 2019      | 2019       | 2019   | 2019    | 2019       |
| ---- | ---------------------- | ---------------------------------------------------------- | --------- | ---------- | ------ | ------- | ---------- |
| 1.   | 6 de setembro de 2019  | Hard Rock Stadium, Miami Gardens, Estados Unidos           | 2–2       | Colômbia   | 0      | 0       | Amistoso   |
| 2.   | 11 de setembro de 2019 | Los Angeles Memorial Coliseum, Los Angeles, Estados Unidos | 0–1       | Peru       | 0      | 0       | Amistoso   |

## Títulos
Goiás
- Campeonato Goiano: 2015

Flamengo
- Copa Libertadores da América: 2019 e 2022
- Recopa Sul-Americana: 2020
- Campeonato Brasileiro: 2019 e 2020
- Copa do Brasil: 2022 e 2024
- Supercopa do Brasil: 2020, 2021 e 2025
- Campeonato Carioca: 2019, 2020, 2021, 2024 e 2025

### Prêmios individuais
- Troféu Mesa Redonda – Seleção da Temporada: 2017[102] e 2019[103]
- Seleção do Campeonato Carioca: 2019,[104] 2020[105] e 2025[106]
- Seleção da Copa Libertadores da América: 2019[107][108]
- Melhor Jogador da Copa Libertadores da América: 2019[109]
- Seleção do Campeonato Brasileiro: 2019[110]
- Melhor Jogador do Campeonato Brasileiro: 2019[110]
- Bola de Prata: 2019[111]
- Bola de prata da Copa do Mundo de Clubes da FIFA: 2019[112]
- Equipe Ideal das Américas (El País): 2019[113]
- Seleção da Copa do Brasil: 2023[114]
- Rei da Supercopa Rei: 2025[115]
- Melhor jogador da Partida do Mundial de Clubes FIFA de 2025: Flamengo 3–1 Chelsea[116]

### Artilharias
- Campeonato Carioca de 2019: 8 gols
- Supercopa do Brasil de 2020: 1 gol
- Supercopa Rei de 2025: 2 gols

### Líder de assistências
- Campeonato Carioca: 2019 (7 assistências)
- Copa Libertadores da América: 2019 (7 assistências)

### Recordes
- Jogador com mais títulos na história do Flamengo: 15 títulos[117]